# Maria Rosenkranzkönigin (Neubiberg)

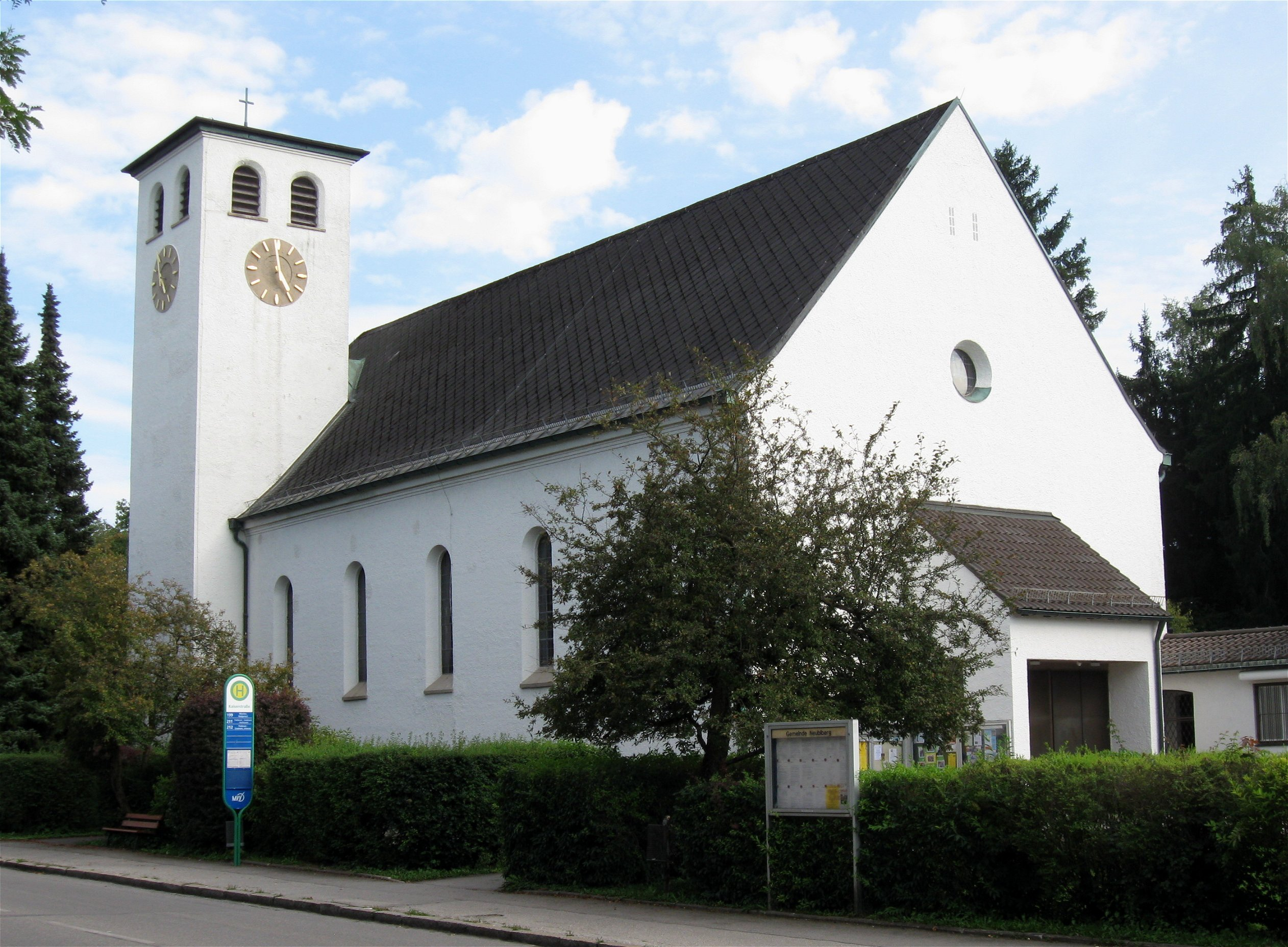
Kirche Maria Rosenkranzkönigin

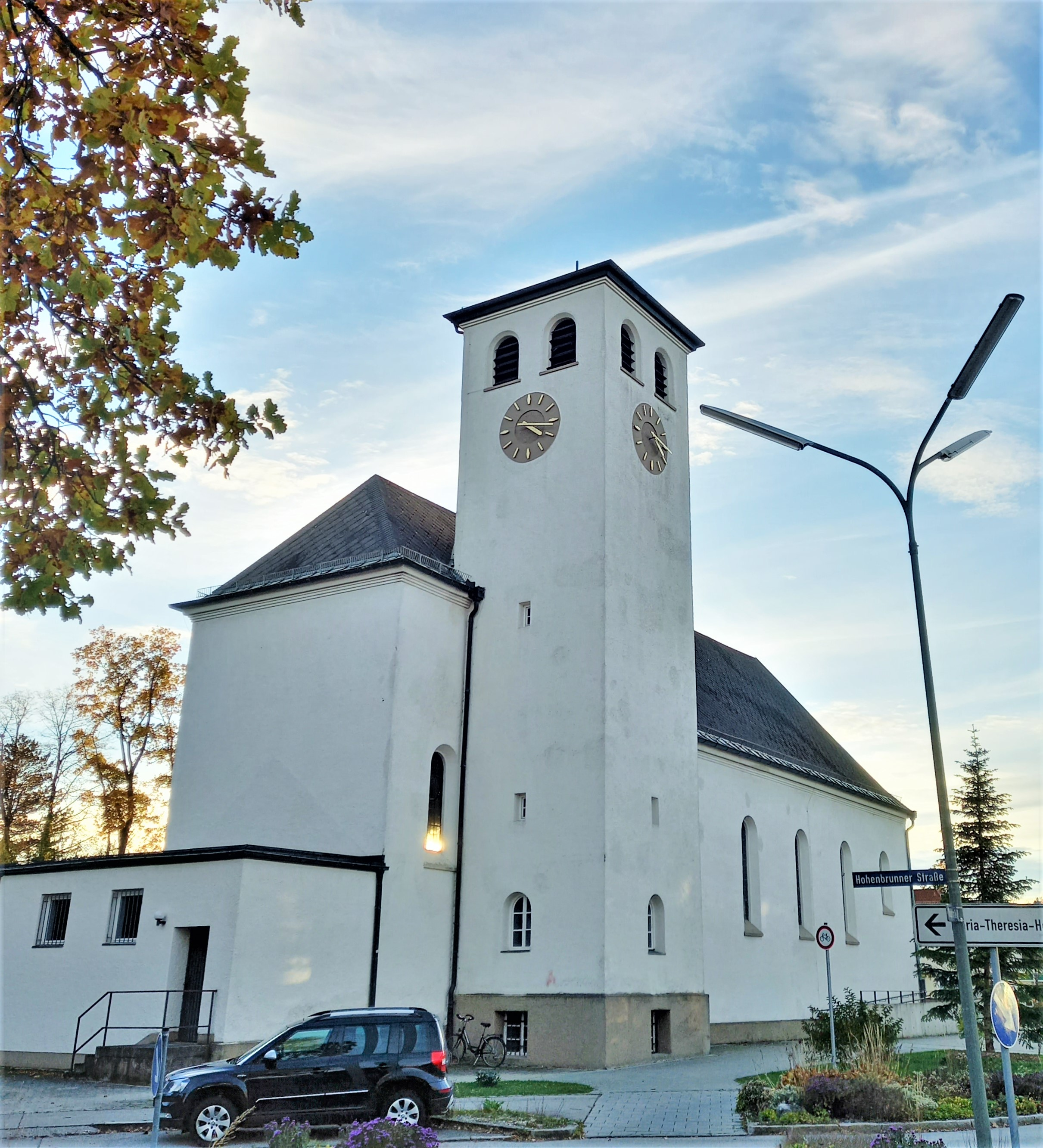
Ansicht von Osten

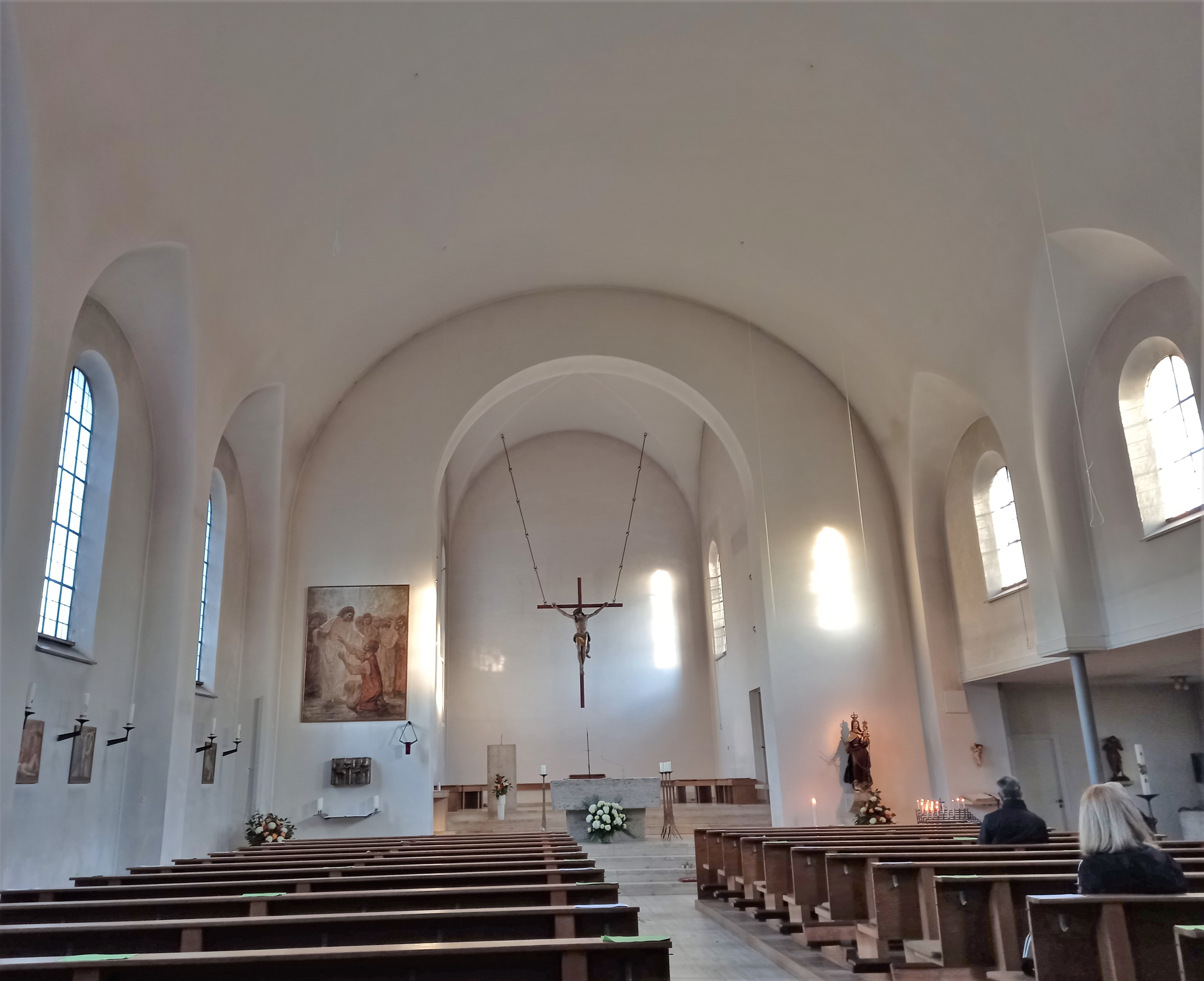
Blick zum Altarraum

Maria Rosenkranzkönigin ist eine römisch-katholische Pfarrkirche in Neubiberg im Landkreis München. Sie wurde 1928 in sachlich-modernen Formen erbaut und am 11. November 1928 durch Kardinal Faulhaber geweiht.

## Geschichte
In Neubiberg gründete sich 1920 der „Kirchenbauverein Gartenstadt-Neubiberg e. V.“, zunächst um die 1914 begonnene Kapelle Maria im Walde fertigzustellen. Diese wurde 1921 eingeweiht. Für die schnell wachsende Zahl der Gottesdienstbesucher war sie bald zu klein. Der Kirchenbauverein entschloss sich 1926, eine neue, größere Kirche zu bauen. Die Kirche wurde nach den Plänen des Münchner Architekten Franz Xaver Boemmel von der ortsansässigen Firma Metzger und Spörkl erbaut. Am 11. Mai 1928 begannen die Erdarbeiten, die feierliche Grundsteinlegung fand am 17. Juni 1928 statt. Am 11. November 1928 wurde die Kirche durch Kardinal Michael von Faulhaber geweiht, dabei wurde das Allerheiligste in einer feierlichen Prozession von der Kapelle übertragen. Der Name geht auf einen Vorschlag des damaligen Expositus Johann Keller zurück.
1940 erhielt der Kunstmaler Konrad Schmid-Meil den Auftrag zur Ausmalung des Hochaltarraumes. Das mächtige, den gesamten Hintergrund füllende Bild mit einer streng schauenden, bald als „Kriegsmadonna“ bezeichneten Gottesmutter wurde von Anfang an uneinheitlich beurteilt und ab 1951 an hohen Festtagen sogar mit einem Wandteppich abgedeckt. 1967 wurde die gesamte Rückwand weiß übermalt.
1968 wurde die Kirche umgestaltet und durch ein Seitenschiff erweitert. 2004 wurde eine elektrische Bankheizung installiert und 2005 die Kirche nach den Auflagen des Amtes für Denkmalpflege neu gekalkt, nachdem die alten Farbschichten entfernt wurden.

## Architektur
Die Kirche ist ein einfacher, klar gegliederter, weiß verputzter Bau. Seine Gesamtlänge beträgt 40 Meter (innen 22 Meter) bei einer Breite von 13,30 Metern (innen 11,20 Meter). Im Nordosten ist an das Kirchenschiff ein sehr flach gedeckter Kirchturm mit einer Höhe von 21,50 Metern angefügt. Im Turm befinden sich drei Stahlglocken. Sie ist unter Denkmalschutz gestellt und in die Liste der Baudenkmäler in Neubiberg zu der Nummer D-1-84-146-1 eingetragen.

## Orgel

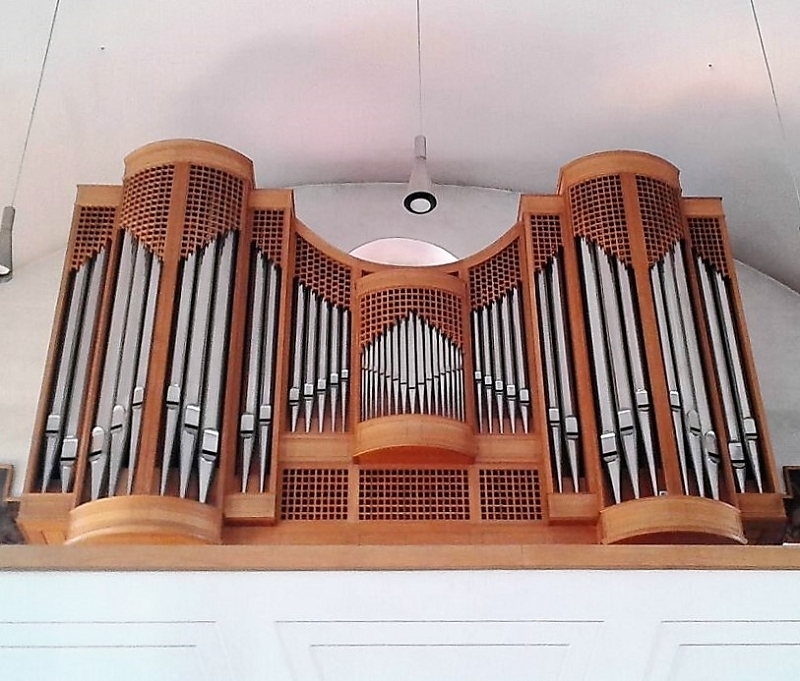
Stöberl-Orgel

Die heutige Orgel der Pfarrkirche wurde von der Münchner Orgelbaufirma Wilhelm Stöberl im Jahr 1989 erbaut. Sie ersetzt eine zweimanualige Orgel der Firma Carl Schuster & Sohn aus dem Jahr 1938. Das Instrument besitzt vollmechanische Schleifladen sowie 25 Register auf zwei Manualen und Pedal. Die Disposition ist wie folgt:
| I Hauptwerk C–g3 |                 |       |
| 1.               | Bordun          | 16′   |
| 2.               | Prinzipal       | 8′    |
| 3.               | Rohrflöte       | 8′    |
| 4.               | Oktave          | 4′    |
| 5.               | Traversflöte    | 4′    |
| 6.               | Oktave          | 2′    |
| 7.               | Sesquialtera II | 2 ⁄3′ |
| 8.               | Mixtur 4-5f     | 1 ⁄3′ |
| 9.               | Trompete        | 8′    |

| II Schwellwerk C–g3 |             |       |
| 10.                 | Holzgedackt | 8′    |
| 11.                 | Spitzgambe  | 8′    |
| 12.                 | Prinzipal   | 4′    |
| 13.                 | Blockflöte  | 4′    |
| 14.                 | Feldpfeife  | 2′    |
| 15.                 | Spitzquinte | 1 ⁄3′ |
| 16.                 | Scharff IV  | 1′    |
| 17.                 | Cromorne    | 8′    |
| 18.                 | Hautbois    | 8′    |
|                     | Tremulant   |       |

| Pedal C–f1 |            |       |
| 19.        | Subbaß     | 16′   |
| 20.        | Oktavbaß   | 8′    |
| 21.        | Rohrpommer | 8′    |
| 22.        | Oktave     | 4′    |
| 23.        | Mixtur III | 2 ⁄3′ |
| 24.        | Fagott     | 16′   |
| 25.        | Posaune    | 8′    |

- Koppeln: II/I, I/P, II/P
- Spielhilfe: Plenotritt An/Aus

## Pfarrgemeinde
Die Pfarrei Rosenkranzkönigin Neubiberg gehört zum katholischen Dekanat München-Perlach. Der Pfarrsprengel der Pfarrei ist in etwa deckungsgleich mit dem Gemeindegebiet der Gemeinde Neubiberg, allerdings gehört Unterbiberg mit der Filialkirche St. Georg zur Pfarrei St. Michael in München-Perlach.